# Léon Chommeton
Léon Chommeton est un homme politique français né le 6 mars 1869 à Solliès-Pont (Var) et décédé le 6 août 1955 à Toulon (Var).

## Biographie
Instituteur, puis propriétaire exploitant, il est secrétaire de maire, puis conseiller municipal, adjoint au maire et maire de Bormes-les-Mimosas, et le reste jusqu'en 1944. Il est élu conseiller général du canton de Collobrières en 1911. Il est député du Var de 1928 à 1936, inscrit au groupe SFIO.